# Natalia Sitolenko
 (octobre 2016).
Si vous disposez d'ouvrages ou d'articles de référence ou si vous connaissez des sites web de qualité traitant du thème abordé ici, merci de compléter l'article en donnant les références utiles à sa vérifiabilité et en les liant à la section « Notes et références ».
Natalia Sitolenko, née le 18 décembre 1970 à Rostov-sur-le-Don en Russie, est une pianiste russe.

## Biographie
Née en 1970, elle commence l'étude du piano à l'âge de quatre ans et donne son premier concert à sept ans sur la télévision nationale russe. Elle étudie avec Galina Olshanskaya, élève de Heinrich Neuhaus en Russie puis avec José Ribera à l'Académie royale danoise de musique. 
Elle s'est produite à travers toute l'Europe en récital, en musique de chambre et en concertos avec des chefs tels que Michel Tabachnik ou Kajsa Rosa. Elle a participé à plusieurs festivals en France, Autriche, Suisse, Danemark, Finlande, Suède, Russie et Israël.
Elle a été à plusieurs reprises membre du jury de nombreux concours internationaux de piano (Vulaines-sur-Seine, Arcachon, Les Clefs d'Or, etc.).
Elle est la dédicataire de la Suite érotique pour piano du compositeur français Stéphane Blet, qu'elle a créée à Paris en 2004 (partition disponible aux éditions Fertile plaine).

## Prix et récompenses
- 2003 : Premier prix du Concours international de Picardie (France).
- 2007 : Médaille d'argent par la Société d'encouragement au progrès.
- 2012 : Médaille d'or par cette même société.
- Son enregistrement d'œuvres pour piano du compositeur et pianiste français Stéphane Blet, Insomnies (Marcal Classics, 2004), lui vaut le coup de cœur de Piano Magazine.
- Son anthologie du compositeur russe Sergueï Rachmaninov reçoit trois étoiles dans Le Monde de la musique.

## Discographie
- Insomnies (disque monographique consacré à Stéphane Blet : Trois Préludes opus 5, Sonate no 2, opus 9, Volutes opus 14, Vertiges opus 15, Microcosmes I opus 17, Suite opus 35, 2 Études opus 38, Insomnies opus 38b, Sonate no 4, opus 40 « Renaissance », Suite Érotique opus 110, In memoriam Frida Kahlo opus 141). Marcal Classics MA040901, 2004[2].
- Sergueï Rachmaninov (Variations sur un thème de Corelli Opus 42, Prélude opus 23 no 4 & no 6, Liebeslied (Kreisler), Études-Tableaux opus 39 no 2 & 6 et Lullaby de Tchaïkovsky), Marcal Classics, 2007[3].
- Franz Schubert (Sonate en si bémol majeur D.960 et Wanderer Fantaisie D.760), 2015[4].